# Paul Bhatti
Paul Bhatti, est un homme politique pakistanais. Il est le frère du ministre assassiné Shahbaz Bhatti. Il est ministre des Minorités de 2011 à 2013.